# Bowesdorp
Bowesdorp was een plaats in de Zuid-Afrikaanse provincie Noord-Kaap, tussen Garies en Springbok, 60 km ten zuiden van laatstgenoemde. Het ontstond uit de boerderij Wilgenhoutskloof en werd vernoemd naar Henry Bowe, dokter in Namaqualand. Omdat het was gelegen in een smalle vallei tussen hoge bergen, was er niet voldoende water of ruimte voor uitbreiding, en de kerk, het postkantoor, het politiebureau en de winkels werden verplaatst naar Kamieskroon, 7 km verderop.